# Nenad Bogdanović
Nenad Bogdanović (serbisk kyrillisk: Ненад Богдановић) (født 12. maj 1954, død 27. september 2007) var borgmester i Beograd fra oktober 2004 til sin død. Han døde 27. september 2007 af kræft, 53 år gammel.